# Gai Leli Sapient
Gai Leli Sapient (188 aC) (llatí: Gaius Laelius Sapiens), va ser un estadista i magistrat romà, conegut per la seva amistat amb el general romà Publi Corneli Escipió Emilià Africà Menor. Formava part de la gens Lèlia, una gens romana d'origen plebeu.
Va ser derrotat a les eleccions per cònsol l'any 141 aC, però l'any següent aconseguí el càrrec amb l'ajuda del seu amic, que en aquells dies era censor. Gai Leli Sapient era fill de Gai Leli, general romà de destacada importància durant la segona guerra Púnica com a segon en el comandament de Publi Corneli Escipió Africanus, i més tard també cònsol l'any 190 aC. El nom de la mare és desconegut.

## Importància política
Leli va ser candidat al consolat a 141 aC, però va retirar la seva candidatura per mor de les falses promeses de Quint Pompeu (un parent llunyà del futur Pompeu el Gran) qui es va comprometre a retirar-se també, però després es va tornar a presentar quan Leli ja s'havia retirat formalment. Pompeu es va convertir així en cònsol juntament amb Gneu Servili Cepió (d'una família tradicionalment aliada amb els Cornelis Escipions), i Escipió Emilià va patir un revés polític humiliant.
Leli va ser anomenat Sapiens ('savi') a causa de la seva decisió de no dur a terme les reformes polítiques que estaven començant a crear dissensions greus en el Senat romà. Aquests inicis de reforma havien estat proposats inicialment per Escipió Emilià, però ell mateix els va abandonar quan el Senat no va aconseguir posar-se d'acord per unanimitat com ell havia exigit. Leli, sàviament va evitar tensar aquestes dissensions, però la seva falta de voluntat per donar una empenta a les reformes va ocasionar un cisma polític dins del cercle dels Escipions. El programa de reformes abandonat per Escipió i el seu cercle d'amics íntims, inclòs Leli, va ser finalment portat a terme pels germans Publi Muci Escèvola i Publi Licini Cras Dives Mucià i executades en part pels seus familiars els germans Gracs, que acabarien assassinats. Malgrat aquest context, el paper polític de Leli és de molt poca rellevància.

## Importància cultural
Leli va ser membre del Cercle Escipiònic, un grup d'amics, aliats polítics i grecòfils que s'havien reunit al voltant de l'influent Publi Corneli Escipió Emilià Africà, net adoptiu de Publi Corneli Escipió Africà. Com a cap de la branca més adinerada dels Corneli Escipió, Escipió Emilià va actuar com a patró d'estudiosos grecs, filòsofs i historiadors, inclòs Polibi, un aristòcrata grec que va ser ostatge de Roma durant dues dècades, i el comediògraf Terenci.
Els dos gendres de Leli van ser també cònsols, Gai Fanni Estrabó (escollit amb l'ajuda de Gai Semproni Grac) i Quint Muci Escèvola. Aquest darrer estava emparentat per matrimoni amb els germans Grac i era un prominent orador i jurista, així com professor i mentor del jove Ciceró. Ciceró doncs va aprendre molt sobre Gai Leli, que el fa protagonista en el seu diàleg Laelius de amicitia, és un dels oradors a De Senectute i a De re publica representa els ideals de la justícia.